# Esprainha
Esprainha é uma aldeia de São Tomé e Príncipe, localiza-se no Distrito de Lembá, ilha de São Tomé, próxima às localidades de Cadão e de São Óscar.